# 土地灣村

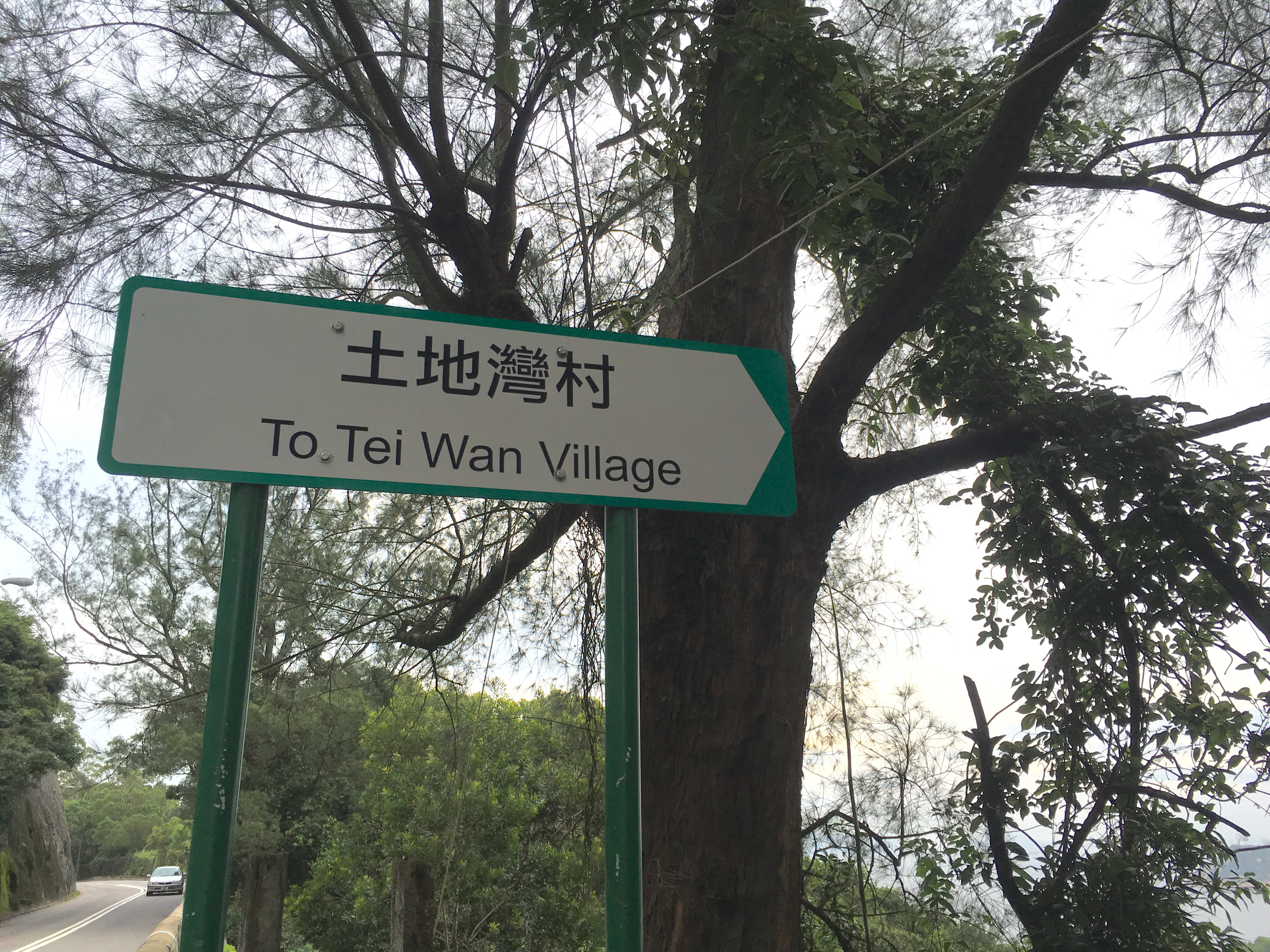
土地灣村村口的路牌

土地灣村是香港島石澳半島西陲的一條寮屋村，村莊面向大潭灣，遙望紅山半島，毗鄰爛泥灣村、東丫村、東丫背村及銀坑村。石澳道土地灣村巴士站是香港熱門行山徑龍脊的起點，因而廣受登山人士認知。

## 譯名
土地灣村的官方路牌譯名為To Tei Wan，但由於村口有一個棄置路牌標明Deity Beach，這名稱也常被英文媒體引用。

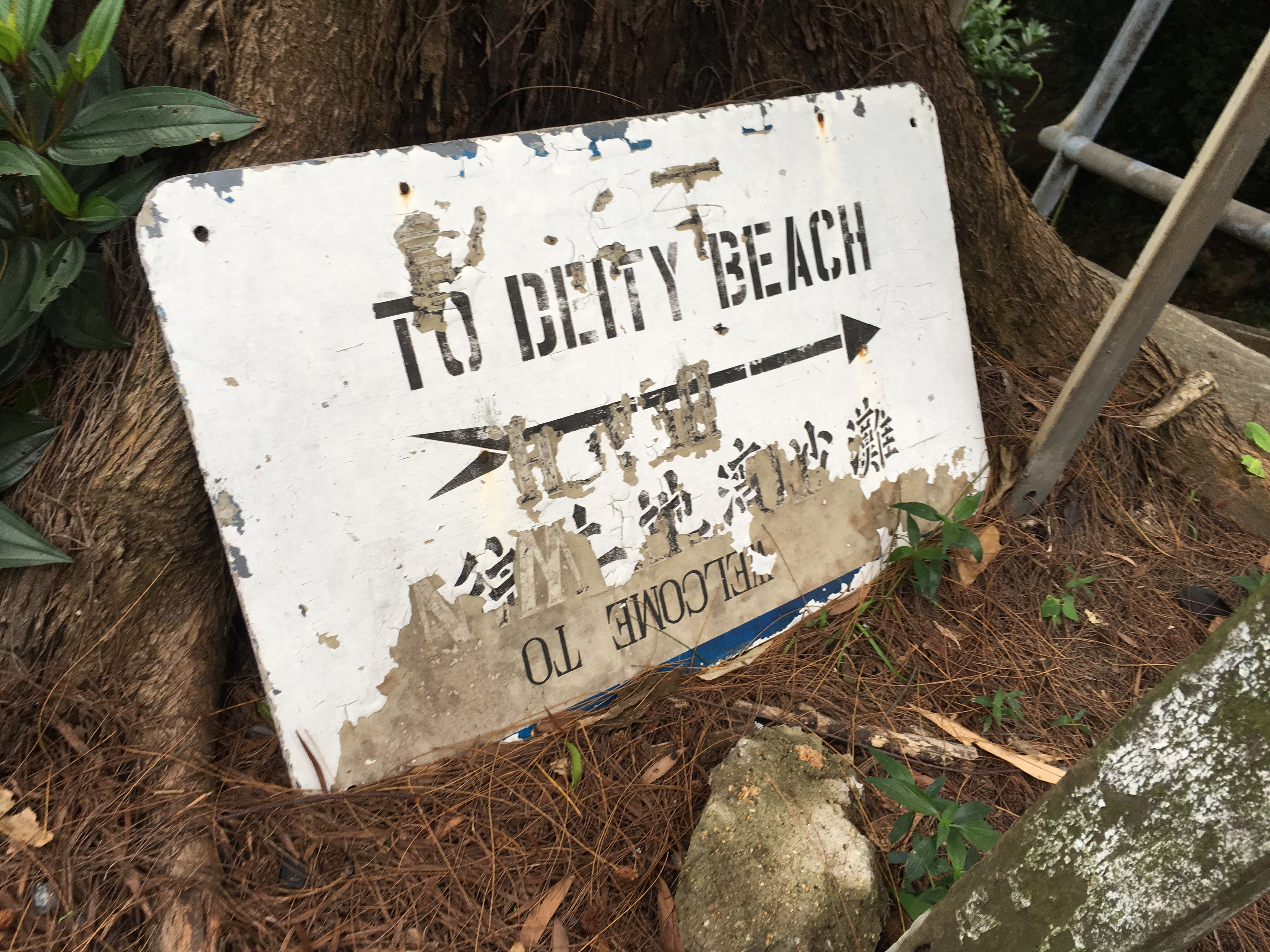
土地灣村已棄置的路牌

## 歷史
在香港開埠時，土地灣已標示在地圖上，土地灣村亦早已建立。1841年，土地灣有人口約60人。1911年，土地灣有華人居民54人，當中只有一名女性。由此可見，早年土地灣居民大多為打石工人。1920年代，土地灣有兩個採石場。

## 現況

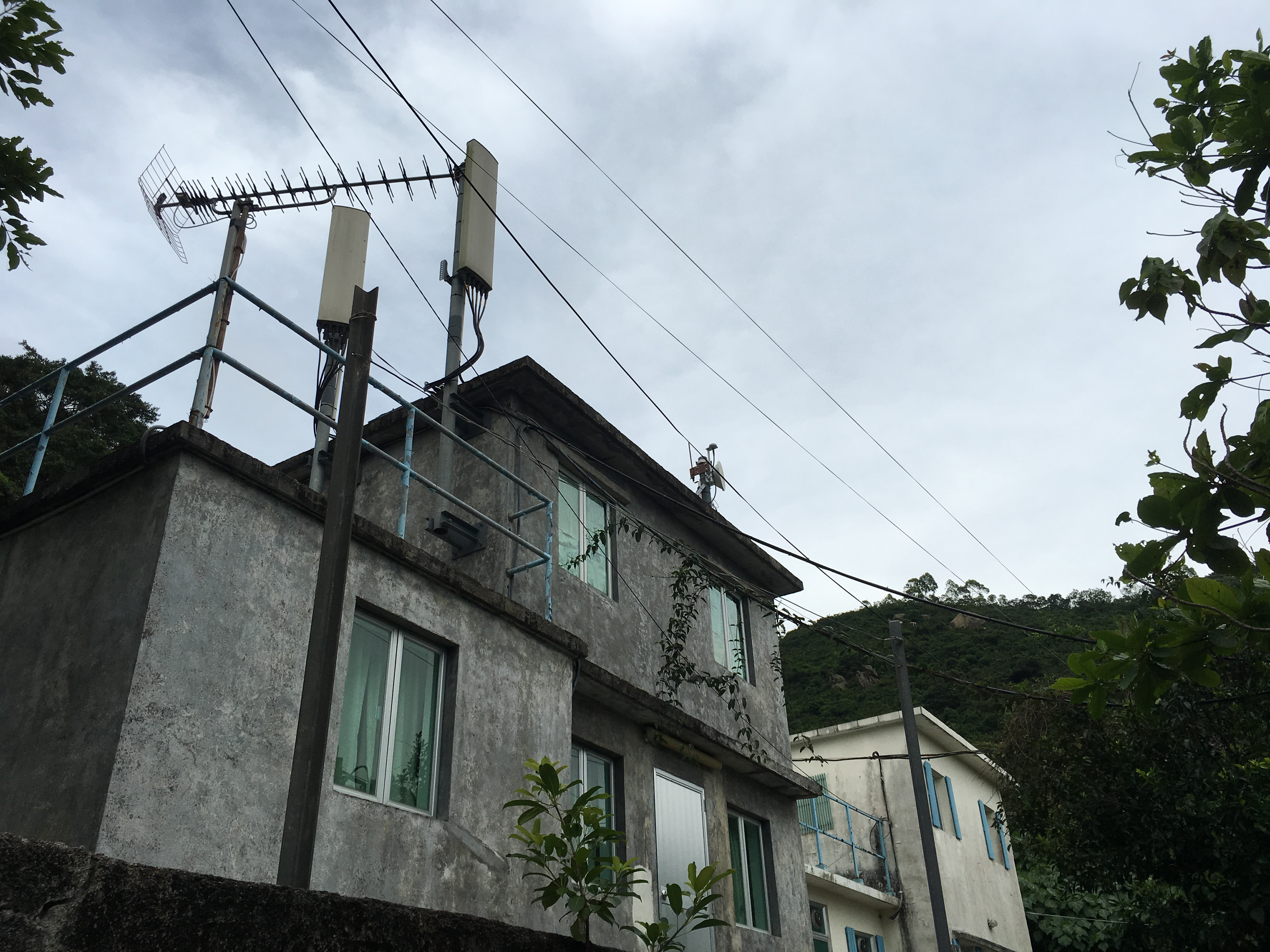
土地灣村寮屋

土地灣村是一條寮屋村，地政總署只容許1982年前已登記的寮屋保存下來，新搭建的寮屋會被拆走。由於寮屋是非法佔用官地而興建，將來被清拆時村民的法律保障極少，所以此帶的房屋交投極少。目前村內的建築物，合法性不明。2017年，有傳媒揭發土地灣村有19間寮屋的現況與登記紀錄不符，亦有人霸佔官地自行建屋。
土地灣村由於交通不便，只能從石澳道走約700級梯級到達，村裡商業活動缺乏。過去該地有雙體帆船會和激流會，也有一間士多，但已不再運作。沙灘是一片石灘，人烟稀少。

## 地標
- 土地灣機槍堡

## 交通
過去土地灣村有小艇直達赤柱，但服務早已停辦。目前只有新巴9號巴士到達土地灣村站，下車後需要再走數百級梯級才可以到達土地灣。